# 王佩 (正德進士)
王佩（1479年—16世紀），字朝鳴，四川順慶府南充縣人，明朝政治人物。

## 生平
王佩個性剛毅，不願應付隨便事件，年二十九歲，正德二年（1507年）中四川乡试第十九名舉人，次年（1508年）聯捷戊辰科會試三百四十八名，三甲九十一名進士，四年（1509年）五月試任南京湖廣道監察御史，十六年（1521年）十一月外任湖廣按察使司副使，撫治流民，堅持剛正不畏強權，其後辭官回鄉也謹言慎行，得鄉人尊重。

## 家族
曾祖王文富。祖父王政，监生。父王璽，壽官。前嫡母张氏；生母蒲氏。具庆下，兄美、嘉、商、表（监生）、咨、明、言揚、齊賢、鋭、喜、偲、弟僑。